# John Lindberg (ingenjör)
Johannes (John) Lindberg, född 31 december 1885 i Eskilstuna, död 7 juli 1949 i Örgryte församling i Göteborg, var en svensk ingenjör. 
Lindberg, som var son till byggmästare Jan Erik Lindberg och Anna Larsson, utexaminerades från Chalmers tekniska läroanstalt 1910. Han var ingenjör vid AB Skånska Cementgjuteriet i Göteborg 1910–1914, ritkontorschef där 1914–1916 och bedrev därefter i Göteborg konsulterande verksamhet för bland annat industribyggnader, grundläggningsfrågor, byggnadskonstruktioner och idrottsanläggningar. 
Lindberg konstruerade och uppförde industribyggnader för bland annat Aga, Bröderna Edstrand, Gunnebo Bruks AB, Gamlestadens Fabriker AB, Jonsereds Fabrikers AB, Nordiska Syrgasverken AB, Svenska Suchard i Alingsås, Ahlafors Nya Spinneri AB och Svenska Oljeslageri AB i Mölndal, byggnadskonstruktioner för bland annat Göteborgs centralpost och Göteborgs stadsteater, jubileumsutställningen i Göteborg 1923, flera skolhus, Råsunda fotbollsstadion, restaureringsarbeten för Gustav Adolfs och Caroli kyrkor i Borås och Sankt Nikolai kyrka i Halmstad. Han skrev ett flertal artiklar i byggnadstekniska tidskrifter.